# Astrophysikalisches Observatorium Abastumani

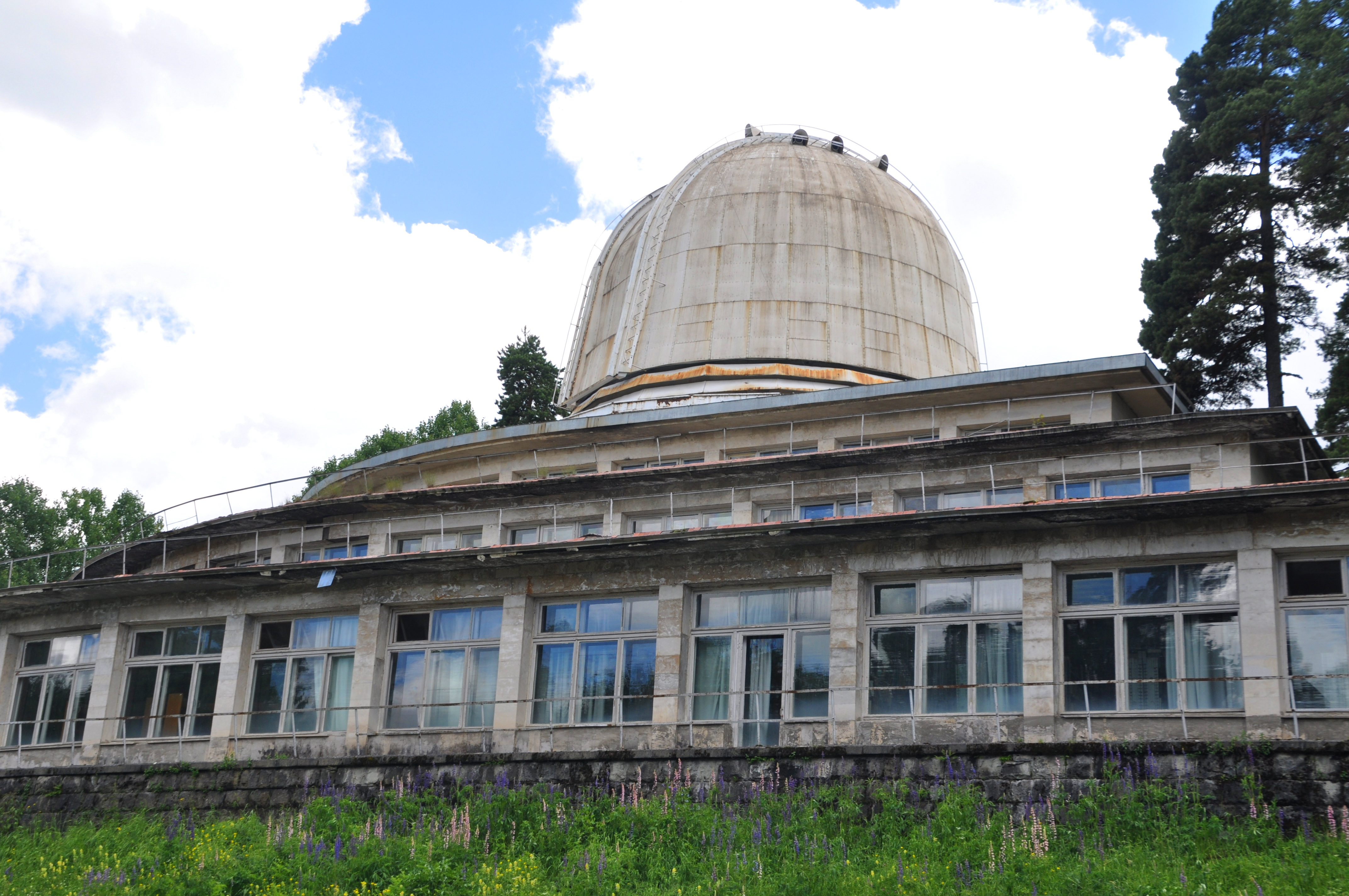
Gebäude des Observatoriums: Bibliothek, Hörsaal und Kuppel des 125 cm-Ritchey-Chretien-Spiegelteleskops

Das Astrophysikalische Observatorium Abastumani (georgisch აბასთუმნის ასტროფიზიკური ობსერვატორია) ist eine Einrichtung der Georgischen Akademie der Wissenschaften. Es befindet sich auf dem Berg Kanobili auf einer Höhe von 1650 m in der Nähe des Ortes Abastumani und wurde 1932 unter Ewgeni Charadse als erste Höhensternwarte der Sowjetunion gegründet. Sie hat den internationalen Code 119.
Zu den wissenschaftlichen Instrumenten gehören seit dem Jahr 1977 ein Spiegelteleskop mit 125 cm Öffnung, seit 1956 ein 70-cm-Meniskus-Teleskop, ein 40-cm-Doppelastrograf, ein 40-cm-Spiegelteleskop, Sonnenteleskope, ein 52-cm-Koronograf etc. Hauptsächlich werden Struktur und Entwicklung von Galaxien, veränderlicher Sterne, der Sonne und des Sonnensystems, die Struktur der oberen Erdatmosphäre und die Geschichte der Astronomie erforscht. Seit 1937 gibt das Observatorium ein Bulletin heraus und seit 2000 beherbergt es das Zentrum für Plasma-Astrophysik.

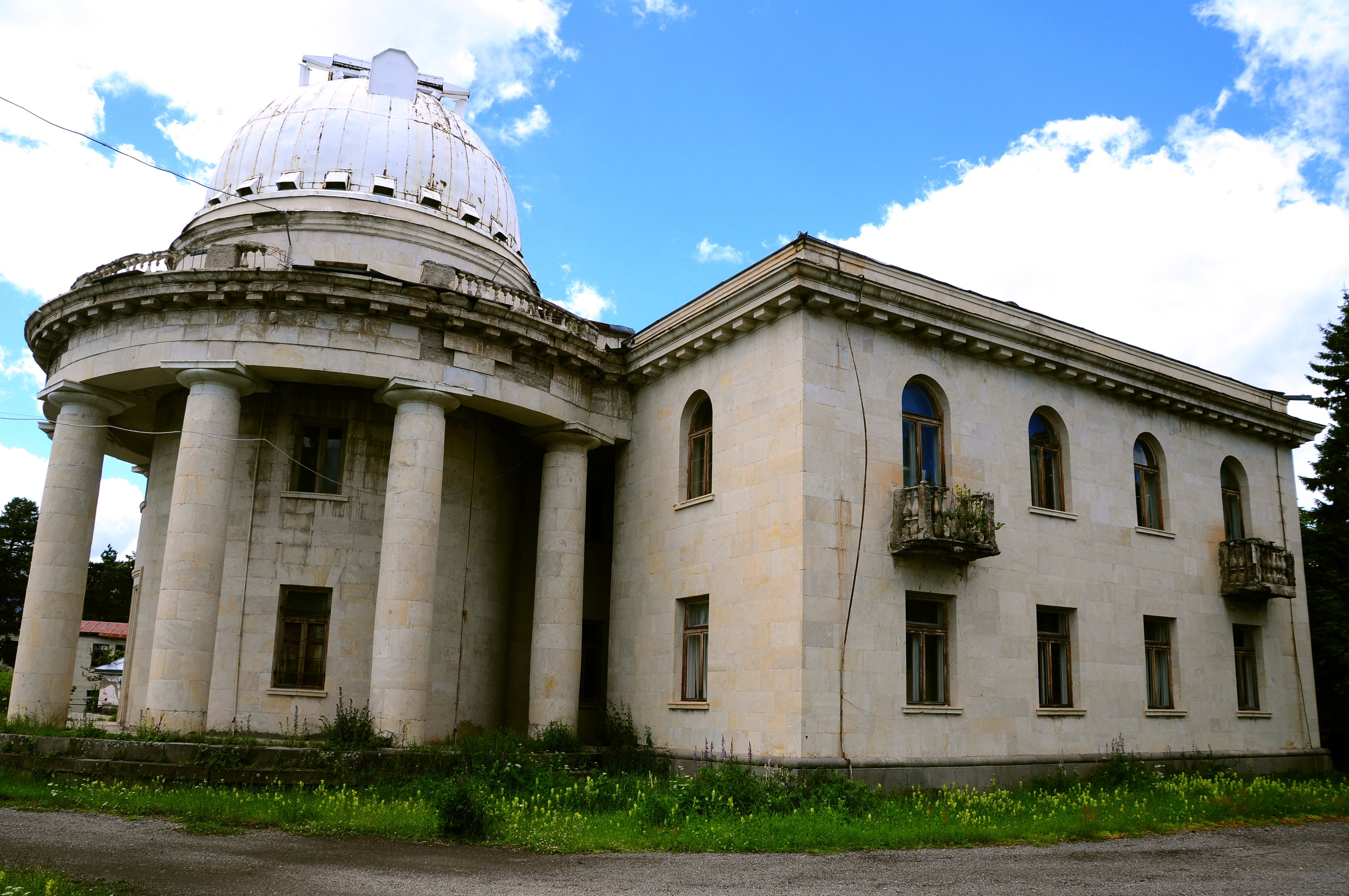
Gebäude des Observatoriums, Kuppel des 70-cm-Maksutov-Teleskops
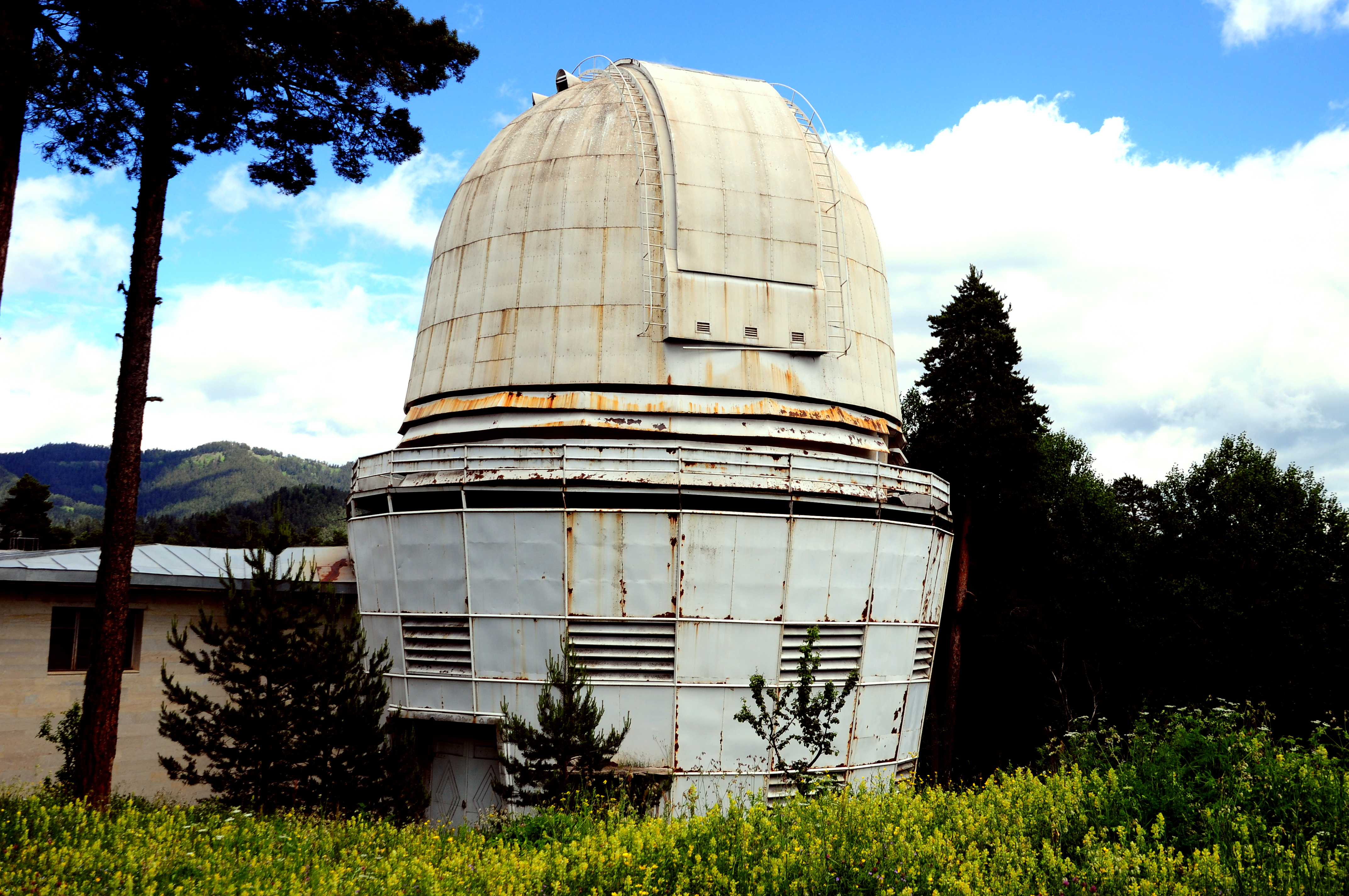
Dom eines kleineren Teleskops